# 蒂尼翁维尔
蒂尼翁维尔（法語：Thignonville，法語發音：[tiɲɔ̃vil]）是法国卢瓦雷省的一个市镇，位于该省北部，属于皮蒂维耶区。

## 地理
蒂尼翁维尔（48°16'51"N, 2°10'24"E）面积9.16 平方千米，位于法国中央-卢瓦尔河谷大区卢瓦雷省，该省份为法国中北部省份，北起埃松省，西北接厄尔-卢瓦省，西南接卢瓦-谢尔省，南至涅夫勒省和谢尔省，东临约讷省，东北接塞纳-马恩省。
与蒂尼翁维尔接壤的市镇（或旧市镇、城区）包括：塞迈斯、欧德维尔、瑞讷河畔欧特吕、安特维尔拉盖塔尔、博斯地区莫维尔、帕讷西耶尔。

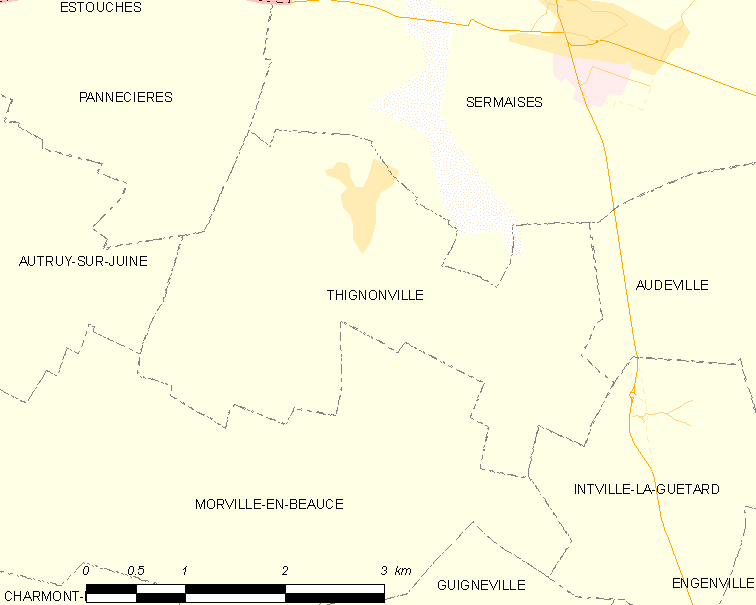
蒂尼翁维尔的OSM定位图

蒂尼翁维尔的时区为UTC+01:00、UTC+02:00（夏令时）。

## 行政
蒂尼翁维尔的邮政编码为45300，INSEE市镇编码为45320。

## 政治
蒂尼翁维尔所属的省级选区为皮蒂维耶县。

## 人口

1962-2008年间蒂尼翁维尔人口变化图示

蒂尼翁维尔于2022年1月1日时的人口数量为388人。